# Cantilan
Cantilan is een gemeente in de Filipijnse provincie Surigao del Sur op het eiland Mindanao. Bij de laatste census in 2007 had de gemeente bijna 29 duizend inwoners.

## Geografie

### Bestuurlijke indeling
Cantilan is onderverdeeld in de volgende 17 barangays:
| - Bugsukan - Buntalid - Cabangahan - Cabas-an - Calagdaan - Consuelo - General Island - Lininti-an - Lobo | - Magasang - Magosilom - Pag-Antayan - Palasao - Parang - San Pedro - Tapi - Tigabong |

## Demografie
Cantilan had bij de census van 2007 een inwoneraantal van 28.659 mensen. Dit zijn 2.106 mensen (7,9%) meer dan bij de vorige census van 2000. De gemiddelde jaarlijkse groei komt daarmee uit op 1,06%, hetgeen lager is dan het landelijk jaarlijks gemiddelde over deze periode (2,04%). Vergeleken met de census van 1995 is het aantal mensen met 4.598 (19,1%) toegenomen.

De bevolkingsdichtheid van Cantilan was ten tijde van de laatste census, met 28.659 inwoners op 240,1 km², 100,2 mensen per km².